# Emesis cereus
Emesis cereus is een vlinder uit de familie van de prachtvlinders (Riodinidae).
De wetenschappelijke naam van de soort werd, als Papilio cereus in 1767 gepubliceerd door Carl Linnaeus. In de tekst op pagina 796 stond de naam als caeneus; Linnaeus verbeterde de naam in cereus in de errata. De naam caeneus werd in 1966 middels ICZN Opinion 755 op de lijst van nomina rejicienda geplaatst.